# Сфер Боспорски
Сфер Боспорски (на гръцки: Σφαῖρος Βοσποριανός o Βορυσθενιτης; на латински: Sphâiros, Sphaerus, Sphéros Borysthenes; * ок. 285 пр.н.е.; † ок. 210 пр.н.е.) е древногръцки философ стоик fl. ок. 250 пр.н.е.
Той е от Бористен (Днепър)  или от Босфор. Учи при Зенон от Китион и след това вероятно при Клеант. Сфер отива в Спарта, където става съветник на цар Клеомен III. След това отива в Александрия в Египет (след битката при Селасия вероятно заедно с изгнаника Клеомен през 222 пр.н.е.), където живее в двора на фараон Птолемей IV Филопатор.

## Произведения
Според Диоген Лаерций, Сфер е автор на произведенията:
- Περὶ κόσμου δύο
- Περὶ στοιχείων
- [Περὶ] σπέρματος
- Περὶ τύχης
- Περὶ ἐλαχίστων
- Πρὸς τὰς ἀτόμους καὶ τὰ εἴδωλα –
- Περὶ αἰσθητηρίων
- Περὶ Ἡρακλείτου πέντε διατριβῶν
- Περὶ τῆς ἠθικῆς διατάξεως
- Περὶ καθήκοντος
- Περὶ ὁρμῆς
- Περὶ παθῶν δύο
- Περὶ βασιλείας
- Περὶ Λακωνικῆς πολιτείας
- Περὶ Λυκούργου καὶ Σωκράτους τρία
- Περὶ νόμου
- Περὶ μαντικῆς
- Διαλόγους ἐρωτικούς
- Περὶ τῶν Ἐρετριακῶν φιλοσόφων
- Περὶ ὁμοίων
- Περὶ ὅρων
- Περὶ ἕξεως
- Περὶ τῶν ἀντιλεγομένων τρία
- Περὶ λόγου
- Περὶ πλούτου
- Περὶ δόξης
- Περὶ θανάτου
- Τέχνης διαλεκτικῆς δύο
- Περὶ κατηγορημάτων
- Περὶ ἀμφιβολιῶν
- Ἐπιστολάς

## Литаратура
- Диоген Лаерций (1925): „The Stoics: Sphaerus“. Lives of the Eminent Philosophers. 2:7. Translated by Hicks, Robert Drew (Two volume ed.). L